# ناحیه جینوان
ژینوان (به لاتین: Jinwan District) یک سکونتگاه مسکونی در جمهوری خلق چین است که در جوهای واقع شده‌است.